# Canna jaegeriana
Canna jaegeriana là một loài thực vật có hoa trong họ Cannaceae. Loài này được Urb. mô tả khoa học đầu tiên năm 1917.

## Hình ảnh

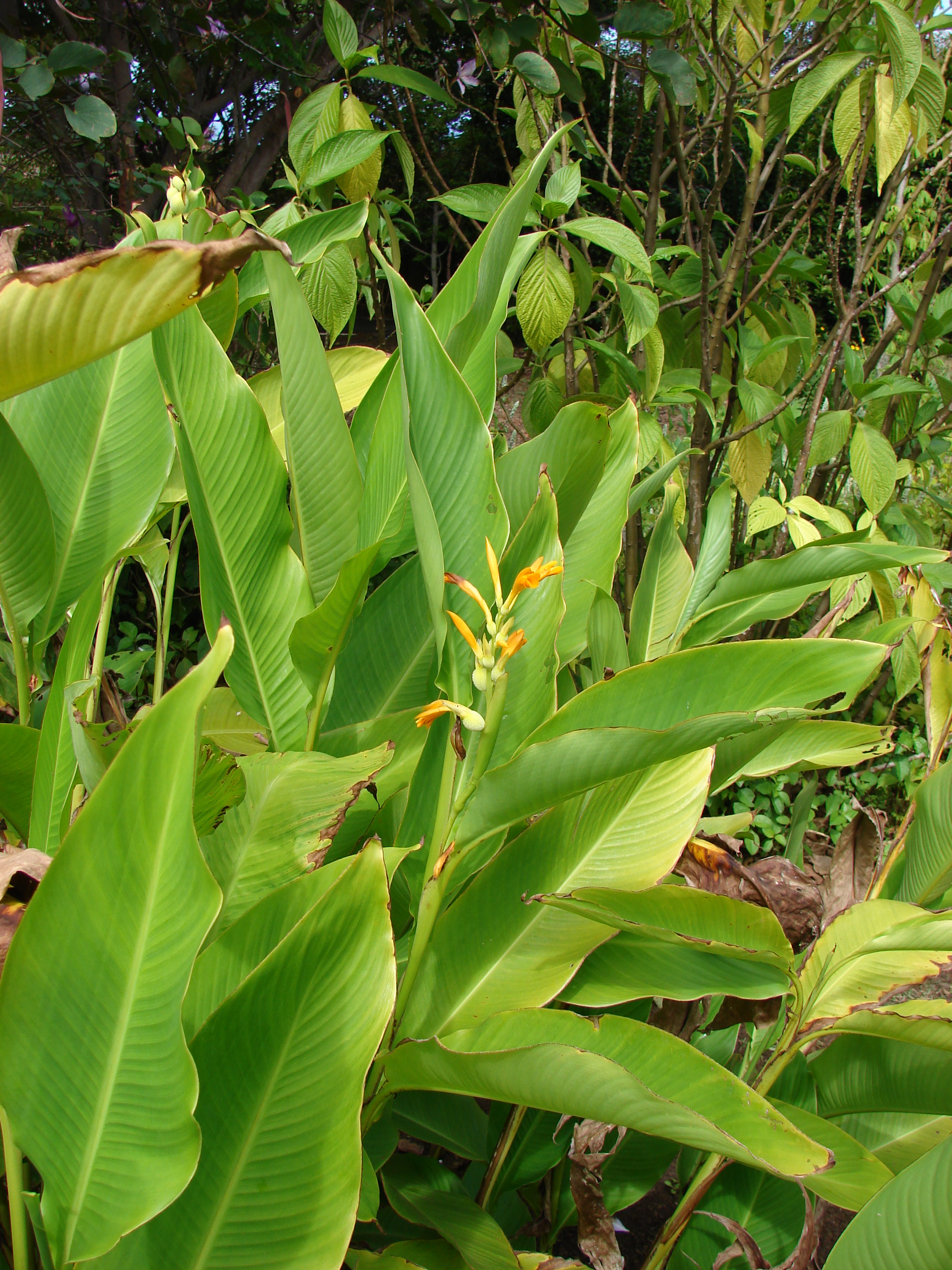
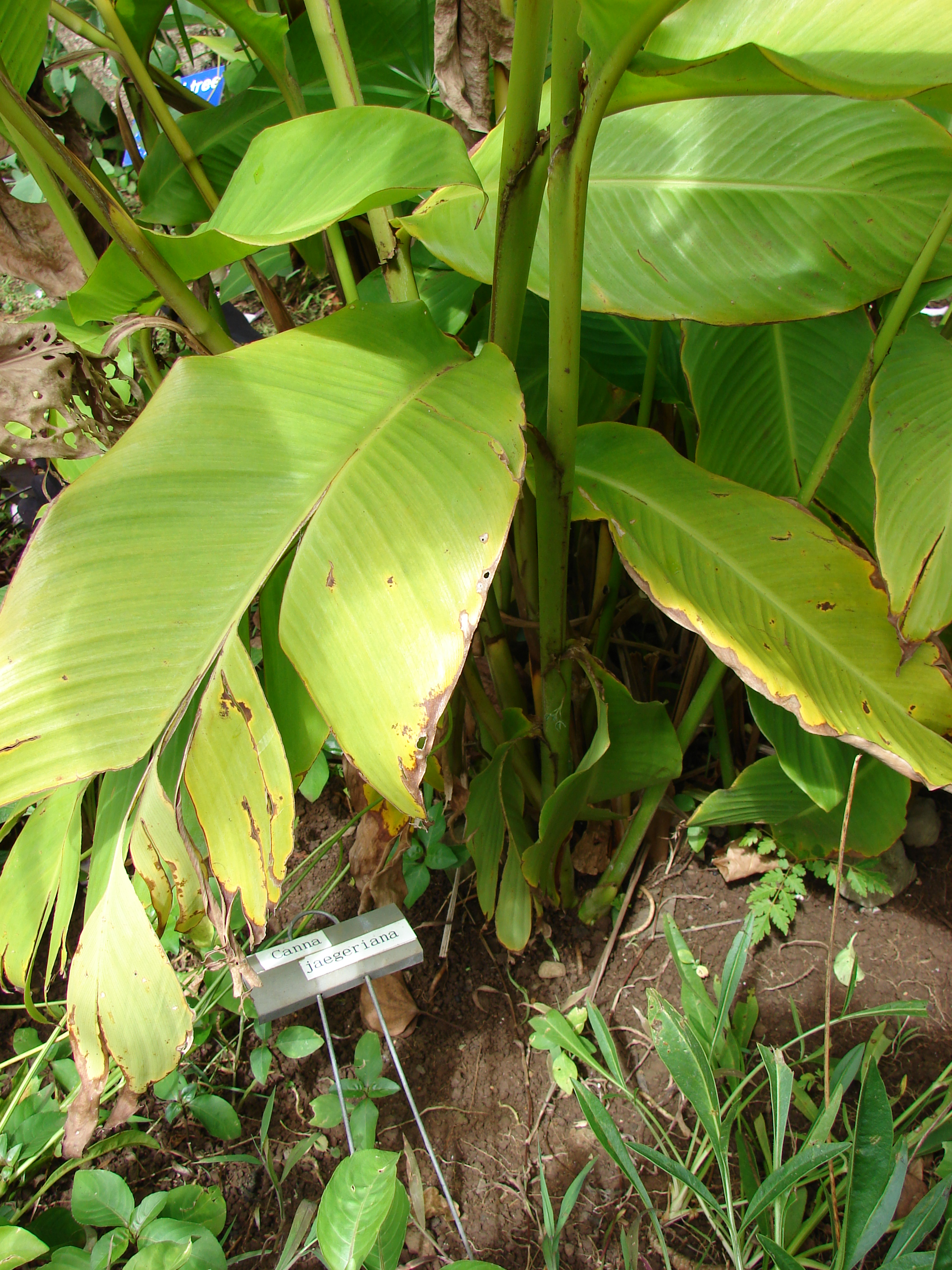
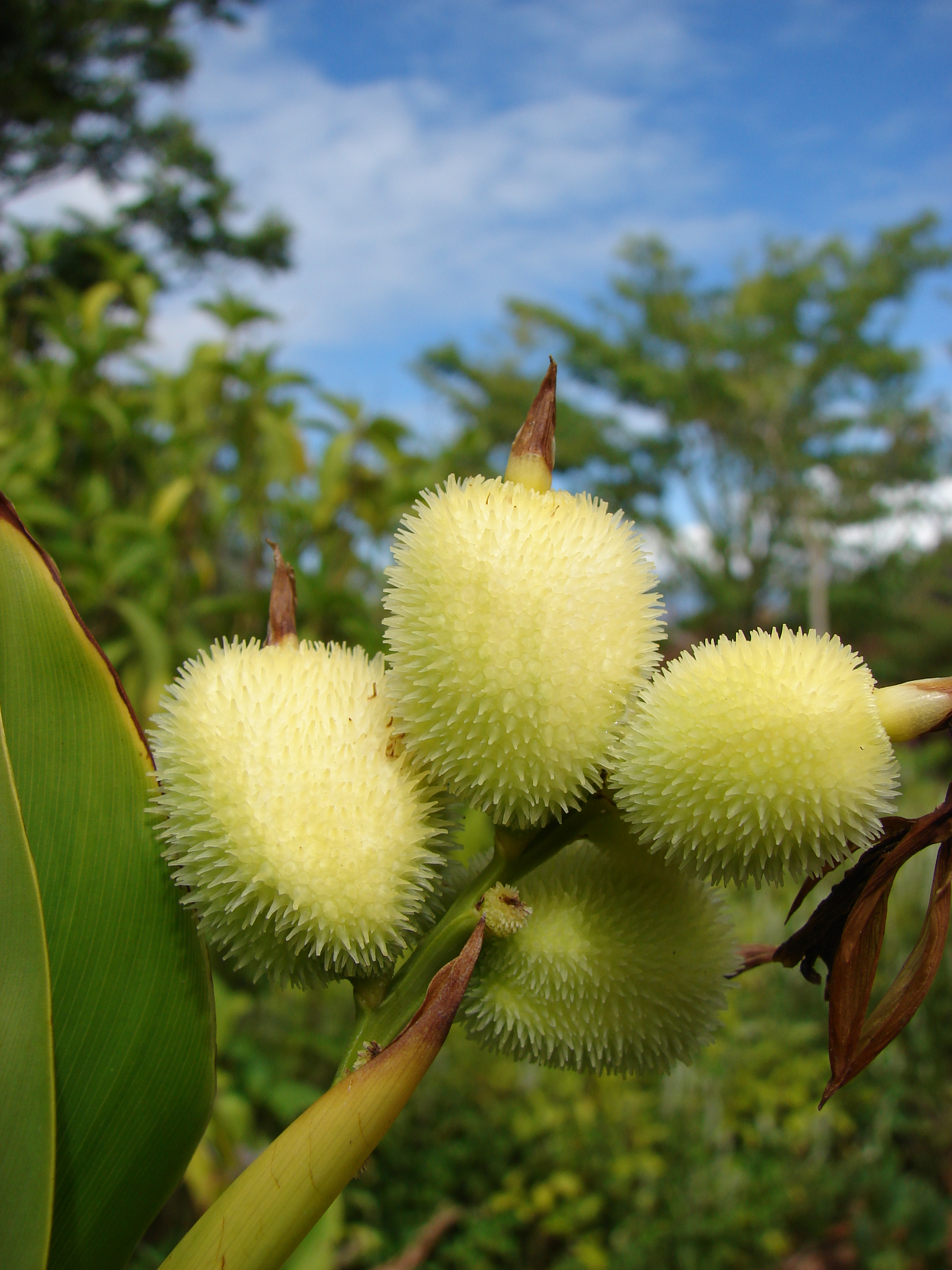
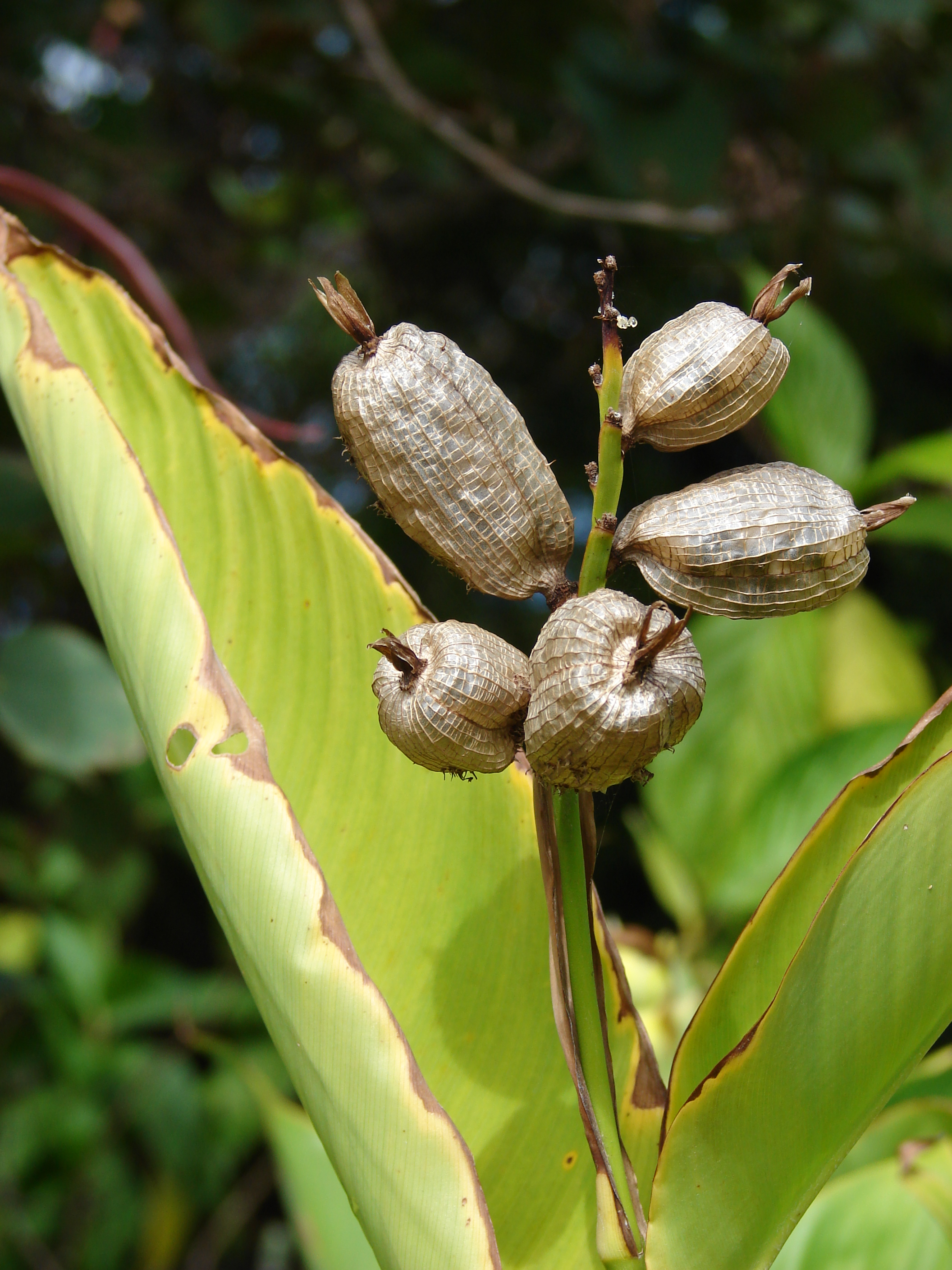